# Grillbar Galaktyka
Grillbar Galaktyka – powieść science fiction Mai Lidii Kossakowskiej z 2011, za którą otrzymała nagrodę im. Janusza A. Zajdla w roku 2012.
Książka jest pełna absurdu i humoru, zawiera również „subtelnie ukrytą satyrę polityczną”.

Bo wszechobecne teraz, irytujące odgórne manipulowanie jedzeniem, nawykami żywnościowymi, tradycjami kulinarnymi, to nieznośne, aroganckie grzebanie dorosłym, świadomym, inteligentnym istotom w talerzu, to cholernie wkurzająca forma zniewolenia. Co sobie myślicie, słysząc, jak jakaś unijna Bulwa czy Mackara nabzdyczonym głosikiem wypowiada się w mediach, że społeczność międzygalaktyczną trzeba wychowywać w trzeźwości oraz świadomości odpowiedzialnego odżywiania? Założę się, że same wykropkowane wyrazy.

## Fabuła
Akcja powieści rozpoczyna się w ekskluzywnej restauracji o nazwie „Płacząca Kometa” serwującej wyrafinowane dania przygotowane ze składników z najodleglejszych zakątków wszechświata. Szef kuchni, Hermoso Madrid Iven, kieruje pracą kucharzy będących przedstawicielami gatunków z rozmaitych planet. Pewnego dnia do „Płaczącej Komety” przybywa Archistrategus Bar, kontroler Ministerstwa Zdrowego Odżywiania Unii Galaktycznej.Wkrótce później Iven zostaje wrobiony w morderstwo istotnej postaci. Zmuszony jest więc do ucieczki. 